# Благородное собрание (Пермь)
Благородное собрание — первое в Перми здание клуба, построенное в 1830-х гг. Расположено на углу улиц Луначарского и Сибирской в Ленинском районе города.

## История
История Благородного собрания начинается в 1830 г., когда советник казённой палаты В. В. Парначев по поручению городского общества начал сбор средств для постройки первого в городе клуба. Здание возводилось в 1832—1837 гг., его архитектором выступил И. И. Свиязев.

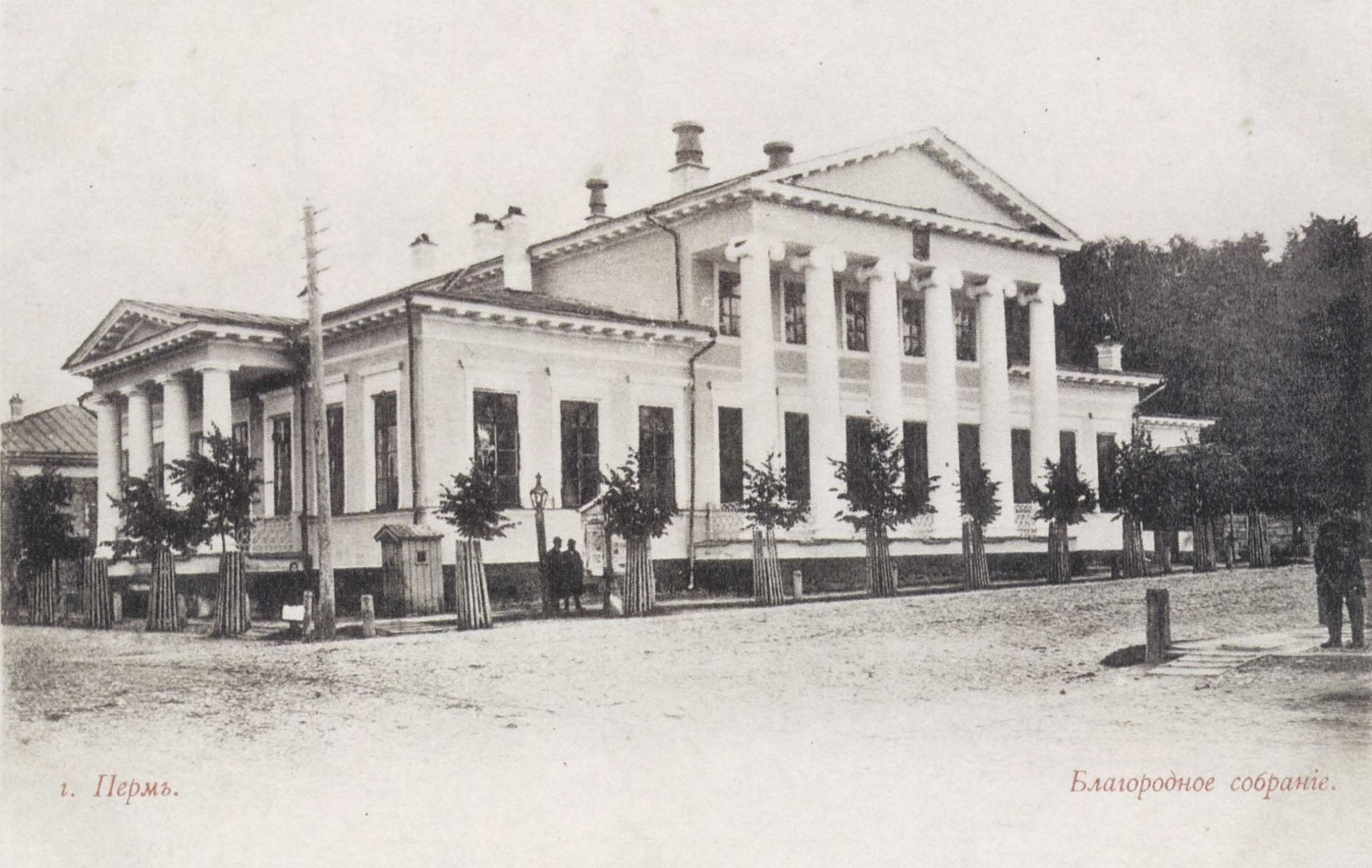
Здание Благородного собрания в конце XIX века

Клуб, расположенный в здании, предназначался для высшего пермского общества, вследствие чего Благородное собрание именовали также Дворянским. Члены клуба должны были платить ежегодные взносы, соблюдать устав. Мужчины имели право посещать клуб только во фраках, а женщины — в бальных платьях.
В 1843—1849 гг. клуб временно размещался в доме Вердеревского на Монастырской улице, поскольку помещения клуба занимала мужская гимназия, здание которой погибло в пожаре в 1842 г.
В Благородном собрании проводились благотворительные вечера, средства с которых направлялись для поддержки городских приютов, учебных заведений и больниц. В частности, на деньги, собранные на литературно-музыкальных вечерах, была открыта Мариинская женская гимназия и четыре воскресные школы. Здесь также проводились концерты, а в 1907 г. здесь начал работать электротеатр.
После Октябрьской Революции в начале 1920-х гг. здание было передано гарнизонному клубу Перми, а с 1922 г. — клубу милиции. В 1925—1941 гг. здесь размещался клуб Профинтерна, и в 1930 г. в нём был показан первый звуковой фильм в Перми.
В 1963—1966 гг. здание было перестроено.
Ныне в здании располагается Культурный центр МВД по Пермскому краю.